# 布蘭登貝爾格海崖
75°58′S 136°5′W / 75.967°S 136.083°W
布蘭登貝爾格海崖（英語：Brandenberger Bluff）是南極洲的海崖，位於瑪麗伯德地，屬於弗拉德山脈的一部分，海拔高度1,650米，美國地質調查局根據測量和該國海軍的空中照片繪入地圖，現時由南極條約體系管理。